# Nilòmetre de Rawda

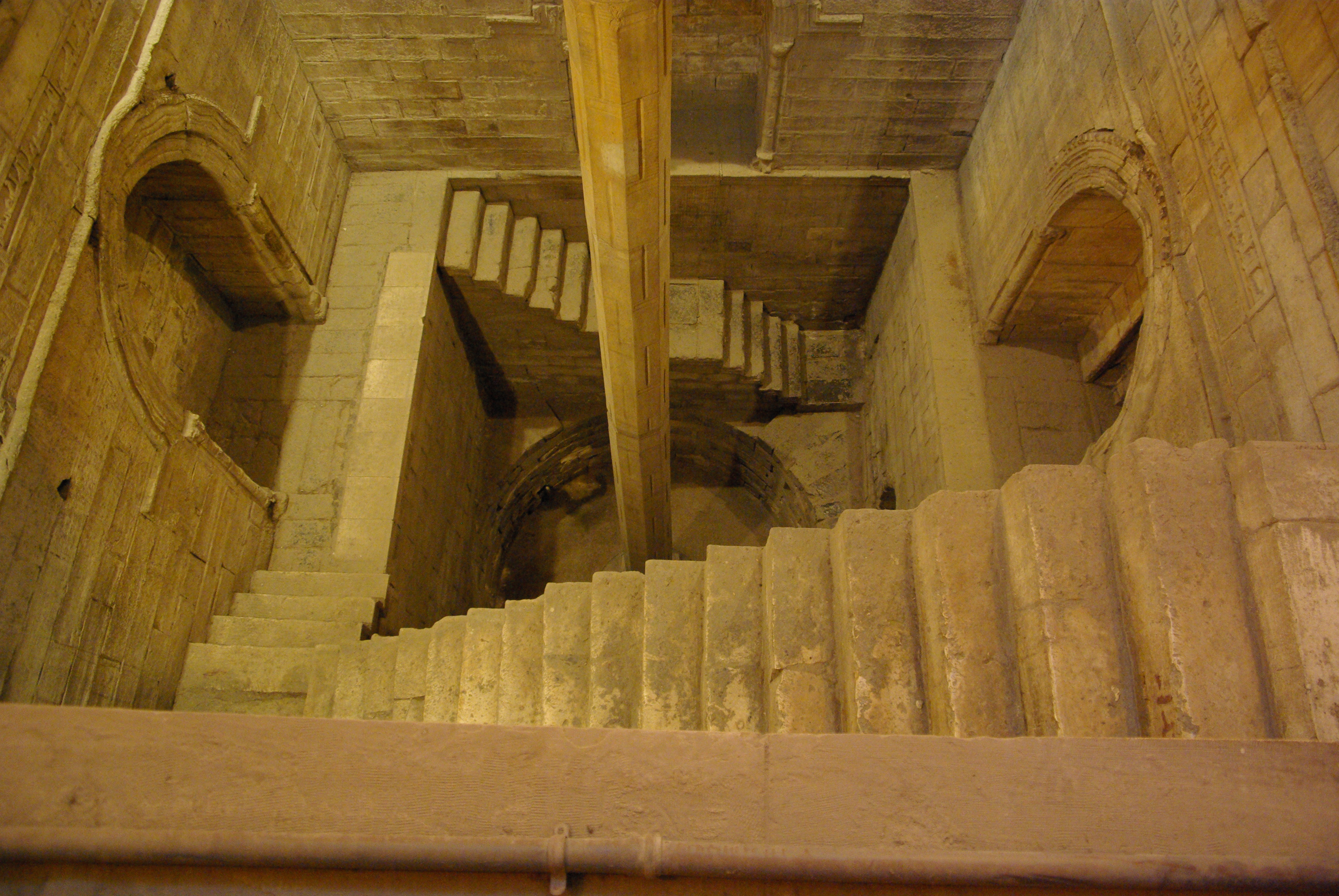
El nilòmetre de Rawda

El nilòmetre de Rawda (o Roda), construït per l'astrònom al-Farghaní, és un dels monuments islàmics més antics de la ciutat del Caire, forma part del conjunt arquitectònic conegut com a Caire històric, declarat Patrimoni de la Humanitat per la UNESCO. Porta el número 79 del catàleg de monuments islàmics gestionat pel Suprem Consell d'Antiguitats. Està situat a l'extrem sud de l'illa de Rawda, que emergeix al Nil, a ponent de l'antiga ciutat d'al-Fustat, al sud de l'actual centre històric. Està al costat del Museu d'Umm Kulthum, la famosa cantant àrab.

## Història

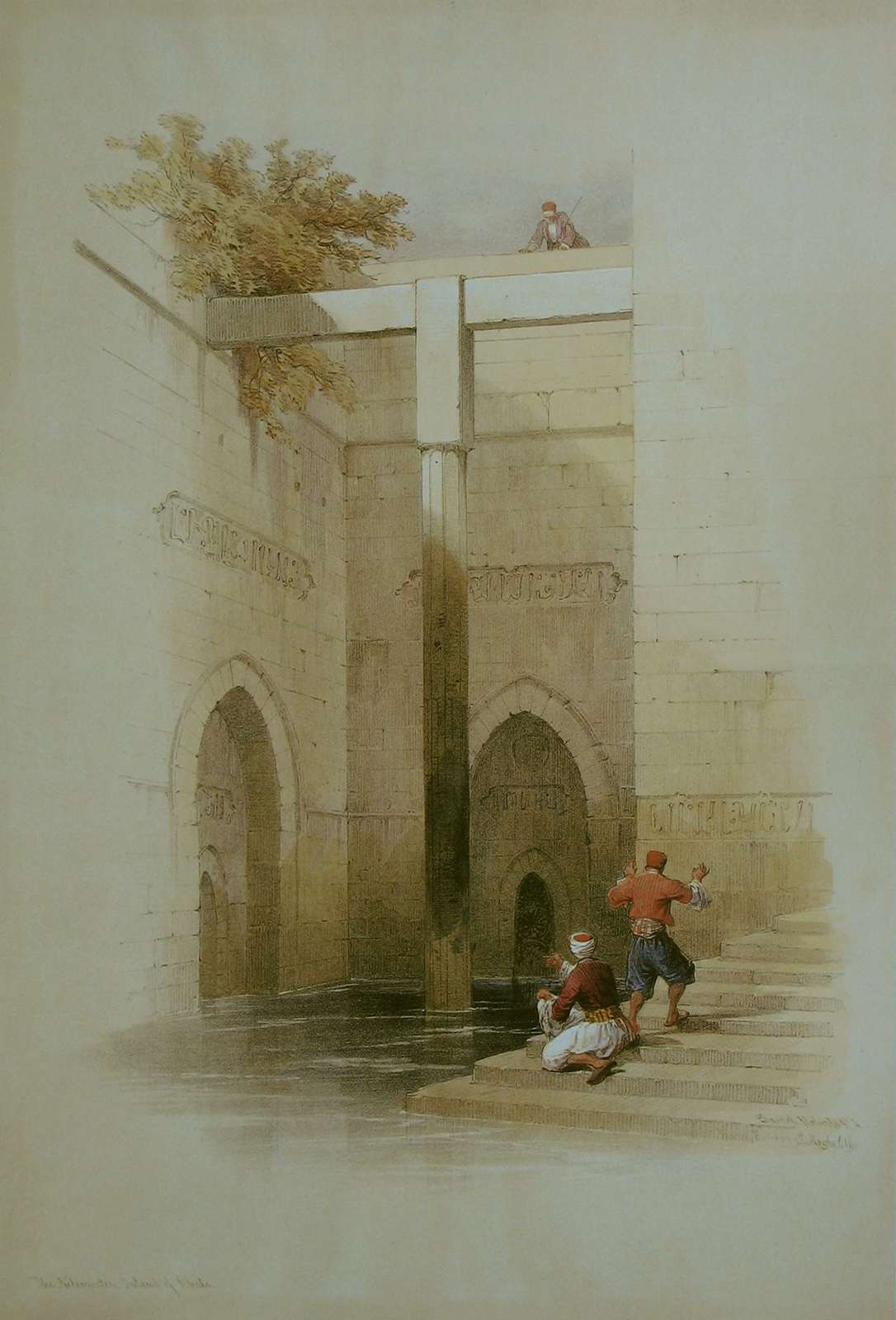
El nilòmetre segons un gravat de David Roberts (1838)

Aquesta construcció fou concebuda perquè servís d'instrument de mesura de la inundació anual del Nil, fenomen que ara ha desaparegut a causa de la construcció de la resclosa d'Assuan.
Malgrat que aquest nilòmetre ha sofert restauracions en diverses èpoques, bàsicament encara es conserva en el seu estat original; es va fer sota el govern del califa al-Mutawàkkil (847-861). Hi havia una inscripció alcorànica, que es va modificar en època d'Àhmad Ibn Tulun (872-73), que situava la fundació del nilòmetre en el 861, tot i que existia un nilòmetre anterior, del segle viii i és molt possible que també n'existís un altre encara més vell, d'època faraònica.

## Edifici
Es tracta d'una construcció subterrània, rematada per una cúpula i una coberta cònica exterior, del segle xix. Bàsicament és una excavació, un pou circular a la part inferior i quadrangular a la superior, al qual hom accedeix per unes escales. Tres conduccions deixaven passar l'aigua del Nil al seu interior, i l'alçada era mesurada per una columna octogonal de marbre situada al centre del pou, graduada en «cubits» (aproximadament mig metre cada un). Si l'aigua atenyia un cert nivell, indicava que podia desviar-se pels canals cap a l'interior de la ciutat; els desnivells se salvaven mitjançant rodes hidràuliques. Si quedava més baixa, indicava que la ciutat patiria sequera i si, al contrari, l'alçada n'era important es preveien inundacions. El nivell de les aigües també s'utilitzava per a establir el pagament dels impostos: si el nivell era l'adequat, la collita es preveia millor i els impostos s'incrementaven.